# (31901) Amitscheer
2000 GU18 (asteroide 31901) é um asteroide da cintura principal. Possui uma excentricidade de 0.13072460 e uma inclinação de 7.34131º.
Este asteroide foi descoberto no dia 12 de abril de 2000 por LINEAR em Socorro.